# Granö (Västeränga, Lemland, Åland)
Granö är en ö i Åland (Finland). Den ligger i den södra delen av landskapet, 15 km sydost om huvudstaden Mariehamn.